# Pityohyphantes limitaneus
Pityohyphantes limitaneus là một loài nhện trong họ Linyphiidae.
Loài này thuộc chi Pityohyphantes. Pityohyphantes limitaneus được James Henry Emerton miêu tả năm 1915.